# Romain Briffe
Romain Briffe, né le 22 janvier 1989 à Rouen, est un joueur de handball français évoluant au poste de demi-centre au Cesson Rennes Métropole Handball. Il est le frère cadet de Benjamin Briffe, également handballeur professionnel.

## Biographie
Romain Briffe découvre le handball professionnel avec Cesson, après avoir fréquenté le pôle espoir de la ville. Il rejoint Chambéry en 2016, où il dispute à plusieurs reprises la Coupe EHF en 2016. Il remporte la Coupe de France en 2019, la première dans l'histoire du club.
En novembre 2018, il prolonge son contrat pour deux saisons avec Chambéry jusqu'en 2022. Il est toutefois libéré de ses deux dernières années de contrat en avril 2020 et il s'engage ainsi avec son ancien club de Cesson Rennes pour trois ans.

## Palmarès

### En club
Compétitions nationales
- Vainqueur de la Coupe de France (1) : 2019

Compétitions internationales
- Coupe EHF
  - Quart-de-finaliste en 2018